# Congrès international de musique sacrée III
Le Congrès international de musique sacrée III est un congrès consacré à la musique sacrée et tenu à Paris entre les 1er et 8 juillet 1957.
Celui-ci était surtout une réponse des religieux et des musiciens en faveur de l'encyclique Musicæ sacræ disciplina, publiée  par le pape Pie XII le 25 décembre 1955.

## Historique
Le Congrès international de musique sacrée fut créé à Rome, afin de promouvoir cette musique liturgique, en 1950 par le directeur de l'Institut pontifical de musique sacrée Higinio Anglés. D'où, quoiqu'il fût ouvert à tous les spécialistes, - quelles que soient leurs fonctions, religieuses ou laïques -, ce congrès était organisé, en améliorant la connaissance en faveur de la liturgie de l'Église catholique.
En admettant que ce premier congrès eût eu le vent en poupe, son lien étroit avec le Saint-Siège fut renforcé, lors du deuxième congrès tenu à Vienne en 1954. En effet, le deuxième se consacrait aux 50e anniversaires du motu proprio Inter pastoralis officii sollicitudes (1903) et de l'Édition Vaticane (1904).     

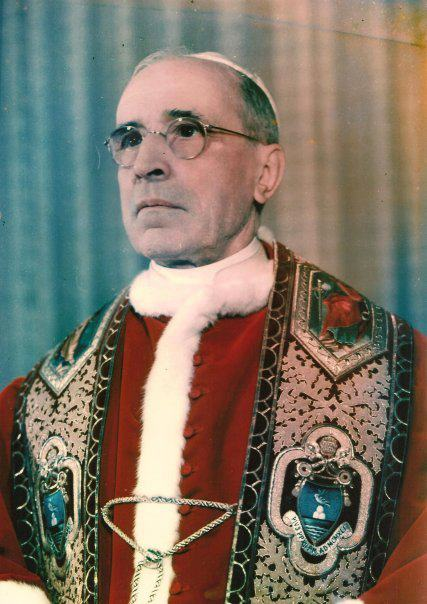
Pape Pie XII († 1958).

Il est normal, en conséquence, que le congrès fût chargé d'adapter à de nouveaux besoins de l'époque auprès de l'Église catholique. À la suite de l'expédition de l'encyclique par le pape Pie XII (25 décembre 1955, Musicæ sacræ disciplina), le troisième congrès était préparé afin d'examiner ses disciplines. L'encyclique proposait, avant le concile Vatican II, quelques recommandations de la réforme liturgique, par exemple, admission de la voix féminine et du chant en langue vulgaire en faveur des jeunes et des foyers catholiques. D'ailleurs, le pape précisait dans ce document pontifical que les disciplines principales restent universelles, quels que soient la région et le pays.
Le congrès fut tenu à Paris, du 1er au 8 juillet 1957. Selon la recherche d'Alain Cartayrade, durant ce congrès, de nombreux concerts furent organisés et exécutés à Paris ainsi qu'à la chapelle royale de Versailles. Ainsi, Maurice Duruflé participa à exécuter son Requiem.

## Présentations
Avant que toutes les présentations ne soient imprimées en 1959, la Revue musicale fit connaître en 1958 des principaux résultats obtenus.
- L'encyclique
  - Pie XII (1876 - † 1958) : Musicæ sacræ disciplina (1955) en traduction française, p. 9 - 25
  - Fiorenza Romita ( - † ) : Les Principes de la législation de la musique sacrée d'après l'encyclique Musicæ sacræ disciplina, p. 45 - 53
  - Aimon-Marie Roquet (1906 - † 1991) : Valeur pastorale de la musique sacrée, p. 41 - 43
  - Jean Bihan (1916 - † 2013) : Les Offices du Congrès de musique sacrée, p. 279 - 285
- La musique religieuse de l'école française
  - Norbert Dufourcq (1904 - † 1990) : Place de Michel-Richard Delalande dans la musique religieuse occidentale du XVIIe siècle [Résumé], p. 71 - 72
  - Jean Prim (1906 - † 2002) : Hommage à Joseph Samson, p. 65 - 69
  - Jacques Chailley (1910 - † 1999) : La Révision du critère historique dans les problèmes de la musique d'église, p. 55 - 62
- Le chant grégorien
  - Joseph Gajard[3] (1885 - † 1972) : La Valeur artistique et religieuse toujours actuelle du chant grégorien, p. 83 - 86
  - Cletus Madsen (1905 - † 2002) : Le Mouvement grégorien aux États-Unis, p. 113 - 118
  - Xavier Morilleau (1907 - † 1996) : Valeur pastorale du chant grégorien à la lumière des enseignements pontificaux, p. 75 - 81
  - Leo Levi (1912 - † 1982) : Les Neumes, les notations bibliques et le chant protochrétien, p. 147 - 156
  - Jean Bihan (1916 - † 2013) : Le Mouvement grégorien en Europe occidentale, p. 101 - 112
  - Odette Hertz[4] ( - † ) : Pour que les enfants apprennent à l'école comment chanter à l'église, p. 267 - 270
- Le chant des églises d'Orient
  - Christoph-Jean Dumont (1897 - † 1991) : Diversité des rites orientaux et enrichissement de la spiritualité catholique, p. 131 - 136
  - Johan von Gardner (1898 - † 1984) : Le Rite byzantin, p. 143 - 146
- L'orgue et les instruments à l'église
  - Félix Raugel (1881 - † 1975), Gaston Litaize (1909 - † 1991) et Ramón González de Amezúa (1921 - † 2015) : L'Orgue à tuyaux, p. 199 - 202
  - Joseph Ahrens (1904 - † 1997) : Liturgie et musique d'orgue, p. 159 - 164
  - Jean Jeanneteau (1908 - † 1992) : L'Orgue électronique, p. 179 -181
  - Guillermo Fraile Martin (1909 - † 1970) : L'Orgue électronique, p. 175 - 178
  - Pierre Denise[5] (1909 ou 1910 - † 2001) : Le Véritable problème des orgues électroniques, p. 171 - 174
  - Constant Martin (1910 - † 1996) : Les Nouvelles (sic) orgues, p. 183 - 189
  - Antoine Reboulot (1914 - † 2002) : L'Organiste liturgique au XXe siècle et sa formation, p. 165 - 170
  - Jean-Adolphe Dereux ( - † 1979) : L'Orgue de synthèse, p. 191 - 197
- La polyphonie sacrée
- Le chant populaire religieux
  - Pierre Kaelin (1913 - † 1995) : Qualité musicale et chant populaire, p. 223 - 227
  - Joseph Gelineau (1920 - † 2008) : La Valeur catéchétique du chant populaire, p. 211 - 221
- La musique sacrée en pays de mission
  - Cardinal Celso Costantini (1876 - † 1958) : La Musique sacrée dans les missions, p. 231 - 234
  - Louis-Thomas Achille (1909 - † 1994) : Les Negro-spirituals, musique populaire sacrée, p. 239 - 245
  - René Paroissin (1912 - † 1998) : La Musique missionnaire en Extrême-Orient, Enquête, p. 251 - 253
  - Jean-Baptiste-Marie Obama (1925 - † 2003) : Les Réussites du chant grégorien au Cameroun, p. 125 - 127
  - Basile[6] ( - †) : Le Dilemme de la musique religieuse indigène en Afrique du Sud, p. 255 - 259
- Problèmes d'enseignement
  - Gaston Roussel (1913 - † 1985) : Le Rôle exemplaire des maîtrises de cathédrale, p. 263 - 266
- Problèmes internationaux
  - Jean Bihan (1916 - † 2013) : Le Mouvement grégorien au Canada et en Amérique du Sud, p. 119 - 123
  - Robert Sastre (1926 - † 2000) : Le Sacré et la musique négro-africaine, p. 235 - 238
- Divers 
  - Michel de Bry (1890 - † 1970) :  La Discographie religieuse de l'Académie de disque français, au Ministère des Affaires étrangères, p. 313 - 314
  - Maurice Imbert (1893 - † 1981) : Les Concerts dans les églises et au Palais de Chaillot, p. 287 - 311
  - Fernand Maillet (1896 - † 1963) : La Fédération internationale des Petits chanteurs, p. 273 - 275
  - Helmuth Christian Wolff (1906 - † 1988) : Quelques compositions de l'Oridnarium missæ modernes, p. 205 - 208
  - Carl de Nys (1917 - † 1996) : Les Enregistrements de musique sacrée, p. 315 - 326

## Publications
Un recueil fut publié l'année suivante. En faveur des actes complets, il fallait attendre la publication de 1959.
- 1958 : La Musique sacrée au IIIe Congrès international de musique sacrée de Paris - juillet 1957, numéro spécial de la Revue musicale, Éditions Richard-Masse, Paris, 360 p.[2] [compte-rendu par P. Kirchhoffer (1959)]
- 1959 : Actes du troisième congrès international de musique sacrée, Paris, 1er - 8 juillet 1957, Perspectives de la musique sacrée à la lumière de l'Encyclique Musicæ Sacræ disciplina, Éditions du Congrès, Paris, 738 p.

Le congrès était récemment analysé dans ce document :
- Xavier Bisaro, Dialectiques du culte et de la culture : un siècle du congrès de musique sacrée à Paris (1860 - 1957), dans la Revue de musicologie, tome 100, 2014-2, p. 379 - 404[7]